# Eiffel in Love
Eiffel in Love (Originaltitel: Eiffel) ist ein Filmdrama von Martin Bourboulon, das am 13. Oktober 2021 in die französischen und am 18. November 2021 in die deutschen Kinos kam. In der Filmbiografie wird eine Liebesgeschichte zwischen dem Ingenieur Gustave Eiffel und einer jungen Frau namens Adrienne Bourgès nachgezeichnet, während der auch die Idee für den Eiffelturm entstanden sein soll.

## Handlung
Eiffel hat gerade im Jahre 1886 gemeinsam mit dem Bildhauer Bartholdi die Freiheitsstatue für New York fertig gestellt (er entwarf das Stahlgerüst in ihrem Inneren) und wurde zum Ehrenbürger der USA ernannt, da will er sich eigentlich im Bau der Metro von Paris verwirklichen. Nachdem für die Pariser Weltausstellung im Jahr 1889 ein Ideenwettbewerb ausgerufen wurde, gerät Gustave Eiffel unter Druck. Er will unbedingt etwas Spektakuläres entwerfen, worüber die internationalen Besucher staunen sollen.
Als er seine Jugendliebe Adrienne Bourgès wiedertrifft und mit ihr, obwohl sie verheiratet ist, eine Affäre beginnt, schöpft Gustave aus der heimlich geführten Beziehung neue Inspiration. Er entwickelt den Plan für ein Gebäude, das komplett aus Metall bestehen soll. Derweil erlischt die Begeisterung der Bewohner für das gigantische Projekt und ihm wird auch die finanzielle Unterstützung entzogen. Dahinter steckt auch Adriennes Ehemann, der Stück für Stück von ihrer Affäre erfährt und so versucht, Eiffel an anderer Stelle Steine in den Weg zu legen. Eiffel, wie vom Wahn einer unglücklichen Liebe besessen, nimmt alles auf sich, um das Projekt aus eigener Kraft weiter zu führen. Allein sein unglaublicher Wille überzeugt seine Arbeiter letztendlich, selbst daran zu glauben und das scheinbar Unmögliche zu schaffen. Adrienne hadert, ob sie ihrer wahren Liebe nachgeben soll (weil ihre Eltern sie damals mit Gewalt an der Eheschließung mit Eiffel gehindert hatten) und einen Skandal heraufbeschwören soll oder ob sie besser die Sache dabei belässt und Eiffel sich allein auf sein Projekt konzentrieren kann. Eiffel ist bereit, sich für die Liebe zu entscheiden, aber Adrienne erkennt, dass er so sein Projekt niemals beenden könnte und will diesem deutlich größeren Ziel nicht im Wege stehen. Sie beendet die Affäre und kehrt unglücklich zu ihrem Mann zurück, während Eiffel selbst nichts bleibt, als an seinem Turm zu arbeiten.
Am Ende sieht man Eiffel in seinem Zimmer ganz oben in der Turmspitze, wie er auf einem Schriftstück offenbart, dass die Form seines Turms den Buchstaben A symbolisieren soll, A wie Adrienne. Der Turm ist also das ewige Zeugnis einer unglücklichen, aber ehrlichen Liebe, ein Mahnmal, welches für immer stehen soll.

## Produktion

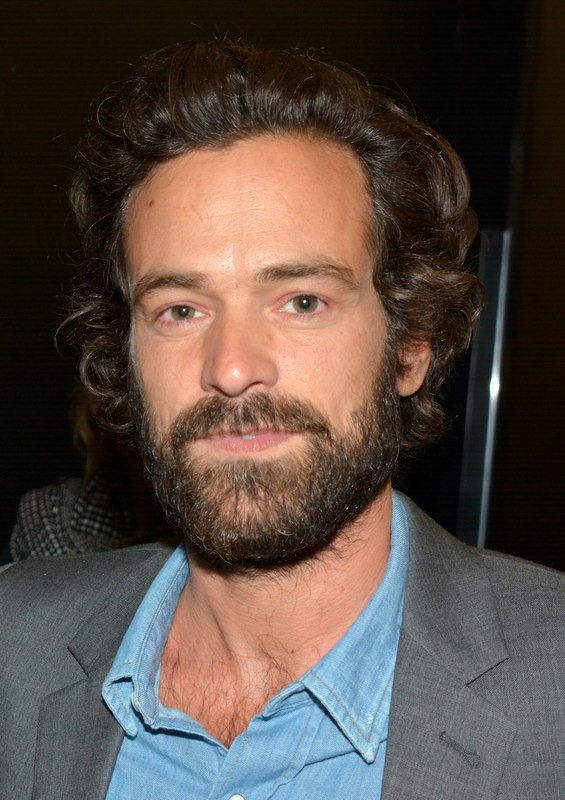
Romain Duris spielt in der Titelrolle Gustave Eiffel

Regie führte Martin Bourboulon. Es handelt sich nach der romantischen Tragikomödie Mama gegen Papa – Wer hier verliert, gewinnt und deren Fortsetzung Glücklich geschieden – Mama gegen Papa 2 um den dritten Spielfilm, bei dem Bourboulon Regie führte.
Romain Duris ist in der Titelrolle als Gustave Eiffel zu sehen. Philippe Hérisson übernahm die Rolle von Handelsminister Édouard Lockroy, der 1886 den Ideenwettbewerb für die Gebäude der Pariser Weltausstellung ausschrieb, unter denen sich letztlich der Eiffelturm befand.
Die Dreharbeiten fanden zwischen August 2019 und Juni 2020 statt. Als Kameramann fungierte Matias Boucard. Die Filmmusik komponierte Alexandre Desplat.
Der Kinostart in Frankreich war am 17. Februar 2021 geplant, wurde jedoch bedingt durch die COVID-19-Pandemie auf den 13. Oktober 2021 verschoben. In Deutschland startete der Film am 18. November 2021. Die Premiere erfolgte am 2. März 2021 beim australischen Alliance Française French Film Festival, wo er als Eröffnungsfilm gezeigt wurde. Am 5. Mai 2022 wurde er in Deutschland auf Blu-ray veröffentlicht.

## Synchronisation
Die deutsche Synchronisation entstand nach einem Dialogbuch und der Dialogregie von Beate Klöckner im Auftrag der Neue Tonfilm München Film- und Synchronproduktion GmbH.
| Rolle           | Darsteller           | Synchronsprecher        |
| --------------- | -------------------- | ----------------------- |
| Gustave Eiffel  | Romain Duris         | Norman Matt             |
| Claire Eiffel   | Armande Boulanger    | Marcia von Rebay        |
| Adolphe Salles  | Andranic Manet       | Tobias John von Freyend |
| Adrienne        | Emma Mackey          | Lena Schmidtke          |
| Antoine Restac  | Pierre Deladonchamps | Alexander Doering       |
| Édouard Lockroy | Philippe Hérisson    | Walter von Hauff        |
| Émile Nougier   | Damien Zanoly        | Sebastian Griegel       |
| Jean Compagnon  | Alexandre Steiger    | Manou Lubowski          |

## Rezeption

### Altersfreigabe und Kritiken
In den USA erhielt der Film von der MPAA ein R-Rating, was einer Freigabe ab 17 Jahren entspricht. In Deutschland wurde der Film von der FSK ab 6 Jahren freigegeben.
Bernd Haasis beschreibt in der Stuttgarter Zeitung den Film als „sauber inszeniert“. Romain Duris spiele den namengebenden Protagonisten als „kernigen Eiffel“, der Menschen begeistern könne. Haasis bedauert, dass – obwohl zwischen Emma Mackey und Romain Duris die Funken schlagen würden, wenn sie einander nur ansehen – der „dynamischen Frauenfigur“ Adrienne keine aktive Funktion als Impulsgeberin zugestanden würde: „sie dient später nur noch als Dekoration, die die handelnden Männer verrückt macht.“ Die Nacktszenen Mackeys wirkten überflüssig und voyeuristisch. Den Bechdel-Sexismus-Test bestünde der Film nicht. Er stelle einen „Rückfall in Arztroman-Schemata“ dar.

### Auszeichnungen
César 2022
- Nominierung für das Beste Szenenbild (Stéphane Taillasson)
- Nominierung für die Besten Kostüme (Thierry Delettre)
- Nominierung für die Besten visuellen Effekte (Olivier Cauwet)

Saturn-Award-Verleihung 2022
- Nominierung als Bester internationaler Film